# 決戦は日曜日
『決戦は日曜日』（けっせんはにちようび）は、2022年1月7日公開の日本映画。監督は坂下雄一郎、主演は窪田正孝。

## 概要
病に倒れた衆議院議員である父親に代わって立候補した令嬢を当選させようとする私設秘書の奮闘を描く。
窪田と宮沢は本作が初共演となり、脚本の段階で出演を快諾した。窪田は坂下とは仕事を共にしたかった相手とした上で、「監督が描く人の醜さや谷村の視点から見る景色が滑稽すぎて笑いが止まらなかった」とし、宮沢との初共演についても「一緒に芝居をするのが刺激的で、毎日現場に行くのが楽しみだった」といい、「これまでとは違うりえさんが見られると思う」と語っている。
一方の宮沢も出演を承諾した理由として「今までとは全く無縁の役柄だったので演じられるか不安だったが、演じてみたい、この作品に参加してみたいという意欲の方が勝った感じ」とし、窪田との初共演についても「その場の空気を瞬時に汲み取ったりできる安定感や周りへの気遣いに対する気持ちがあって頼もしいなと思った」と語っている。

## あらすじ
地元で強い基盤を持つ衆議院議員である川上昌平の私設秘書を務めてきた谷村勉だが、30歳となり秘書として中堅となった昨今、政治への意欲はすっかり薄れてきていた。そんな中で病で倒れた川上に代わり、娘の有美が立候補することになった。世間知らずであり、政界には疎いが熱意だけはあるご令嬢の有美を当選させるべく、谷村は東奔西走するのだが、そんなに生易しい展開になるとは周りの人間は誰も思わなかった。

## キャスト
- 谷村勉：窪田正孝
- 川島有美：宮沢りえ[2][3]
- 岩渕勇気：赤楚衛二[4][5]
- 田中菜々：内田慈[4][5]
- 濱口祐介：小市慢太郎[4][5]
- 向井大地：音尾琢真[4][5]
- 川島昌平：小林勝也
- 後援会会長・渡辺：たかお鷹
- 後援会幹部：高瀬哲朗
- 後援会幹部：今村俊一
- 池田代議士：原康義
- 石川武
- 松井工
- 久松信美
- 田村健太郎
- 駒木根隆介
- 前野朋哉
- 斎藤志郎[6]

## スタッフ
- 監督・脚本：坂下雄一郎
- 音楽：渡邊崇
- 製作総指揮：藤本款
- プロデューサー：深瀬和美、若林雄介
- 撮影：月永雄太
- 照明：藤井勇
- 録音：島津未来介
- 美術：福岡淳太郎
- 装飾：松葉明子
- スタイリスト：西留由起子
- ヘアメイク：板垣実和、千葉友子（宮沢りえ担当）
- 編集：上野聡一
- 音響効果：勝亦さくら
- 監督補：塩崎遵
- キャスティングディレクター：杉野剛
- ポストプロダクションプロデューサー：篠田学
- ラインプロデューサー：大熊敏之
- 制作プロダクション：パイプライン
- 企画・幹事・配給：クロックワークス
- 製作：「決戦は日曜日」製作委員会（クロックワークス、BBB、TBSグロウディア、パイプライン、アミューズ、クオラス）